# Tillandsia 'Tom Thumb'
Tillandsia 'Tom Thumb' es un cultivar híbrido del género Tillandsia perteneciente a la familia Bromeliaceae.
Es un híbrido creado en el año 1991 con las especies Tillandsia latifolia × desconocido.